# Psychotria schweinfurthii
Psychotria schweinfurthii är en måreväxtart som beskrevs av William Philip Hiern. Psychotria schweinfurthii ingår i släktet Psychotria och familjen måreväxter. Inga underarter finns listade i Catalogue of Life.